# Кушнирство

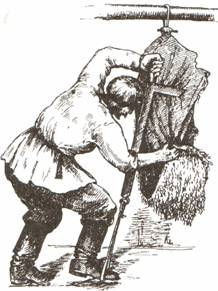
Украинский кушнир выделывает ключом овечью шкуру, Зеленин Д. К. «Восточно-славянская этнография», Берлин, 1927

Кушнирство или кушнарство — традиционное украинское ремесло, которое включало выделку кожи с мехом и пошив из неё различной одежды.
Из меха украинские скорняки шили многочисленные виды традиционной одежды — тулупы, безрукавки, шапки и тому подобное.
Это ремесло тесно связано с отраслью охоты, пушным промыслом, и имело на территории Украины благоприятные условия — немалое количество пушных зверей в украинских лесах в условиях климата с резкими перепадами температуры.
К примеру, в Косовском районе в 80-х годах XIX века насчитывалось 107 скорняков.
В конце XIX — начале XX века. выделяется кушнирством село Пистынь. Мастерство пистыньских скорняков было известно не только во всех близлежащих селах, но и в Коломыйском, Снятынском районах.
С 20-х годов XX века распространение скорнячества как ремесла значительно сузилось в связи с развитием в УССР меховой промышленности.